# Carlos Alberto Miller
Carlos Alberto Miller (Rio Grande, 12 de dezembro de 1855 — Rio Grande, 8 de maio de 1924) foi um poeta, jornalista, e compositor brasileiro.
Com a convenção de Itu tornou-se um republicano e abolicionista fervoroso.  Seguidor do positivismo, trabalhou no jornal Eco do Sul. Foi também compositor, tendo deixado uma série de partituras, entre elas a Sinfonia Religiosa, dedicada a Augusto Comte, Avé, Clotilde!, Donna si Tanto Grande, entre outras.
Ocupou diversos cargos públicos, entre eles: administrador da mesa de rendas do estado e diretor-geral da Cia. Fluvial em Porto Alegre.  Foi chefe-prático em Rio Grande  e vereador, tendo sido presidente da câmara.
É patrono da cadeira 13 da Academia Rio-Grandense de Letras.

## Obras
- Casuarinas, 1880
- Contribuição do estudo do folclore